# Yoshiji Kigami
Yoshiji Kigami (japanisch 木上 益治 Kigami Yoshiji; * 28. Dezember 1957; † 18. Juli 2019 in Kyōto, Japan) war ein japanischer Animator, Regisseur und Storyboarder. Er war seit den 1990er Jahren für das Studio Kyōto Animation aktiv und arbeitete auch unter den Pseudonymen Fumio Tada und Ichirō Miyoshi.

## Werdegang
Kigami begann seine Karriere als Animator bei Shin-Ei Animation, wo er an Doraemon und Crayon Shin-chan mitarbeitete. Später war Kigami als Schlüsselbildzeichner an Film-Produktionen beteiligt. Darunter Akira (1988), wo er mit besonders wichtigen Kampfszenen betraut wurde, und Die letzten Glühwürmchen (1988). Nachdem er in dieser Tätigkeit bereits viel Erfahrung gesammelt hatte, warb Studio-Präsident Hideaki Hatta ihn Anfang der 1990er Jahre für Kyōto Animation an. Dort war er an vielen der Produktionen beteiligt, meist wieder als Animator beziehungsweise Schlüsselbildzeichner. Häufig wurde er mit den besonders bedeutsamen, emotionalen Szenen betraut. Darüber hinaus lernte er in den Nachwuchskursen des Studios viele neue Mitarbeiter an und wurde zum Mentor vieler junger Animatoren. Bei einigen Produktionen von Kyōto Animation war Kigami dann erstmals als Drehbuchautor und Regisseur aktiv, darunter auch bei Munto – dem ersten unter Federführung des Studios entstandenen Werk.
Kigami kam beim Brandanschlag auf Kyōto Animation am 18. Juli 2019 ums Leben. Wegen seiner Rolle als Mentor für viele junge Mitarbeiter, mit dem Kigami das während seiner Zeit dort sehr gewachsene Studio prägte, galt er als besonders großer Verlust für die Branche. In einem Nachruf bei Anime News Network werden seine realistischen Animationen mit feinen Bewegungen der Charaktere und Kreaturen hervorgehoben sowie seine Umsetzung von Effekten wie Wasser und Rauch.

## Filmografie
- 1999: Shūkan Storyland – Storyboard als Fumio Tada
- 2003: Munto – Regie, Drehbuch
- 2004: Munto: Toki no Kabe o Koete – Regie, Drehbuch
- 2009: Tenjō-nin to Akuto-nin Saigo no Tatakai – Regie, Drehbuch
- 2009: Sora o Miageru Shōjo no Hitomi ni Utsuru Sekai – Regie, Drehbuch
- 2016: A Silent Voice – Storyboard als Ichirō Miyoshi
- 2017: Baja no Studio – Regie als Ichirō Miyoshi
- 2017: Gekijōban Hibike! Euphonium – Kitauji Kōkō Suisōgaku-bu e Yōkoso – Storyboard als Ichirō Miyoshi